# Lux Rollers
Die Lux Rollers sind ein 1987 gegründeter Rollstuhlbasketballverein aus Luxemburg.
Die 1. Mannschaft schaffte in der Saison 2011/12 und 2016/17 jeweils den Aufstieg aus der Regionalliga Mitte in die 2. Rollstuhlbasketball-Bundesliga Süd. Auch im Pokalwettbewerb (DRS-Pokal) tritt die Mannschaft in Deutschland an. Ihre Heimspiele bestreitet die Mannschaft in der Sporthalle des Rehazentrums auf dem Kirchberg, einem Stadtteil der Hauptstadt Luxemburg.